# Voorste Kreek
De Voorste Kreek  is een kreek die zich bevindt ten noorden van Hoek.
De kreek werd binnengedijkt toen omstreeks 1542 de Lovenpolder ontstond. Het was een zijarm van de Braakman. Ze komt tot vrijwel in de kern van Hoek.
Tegenwoordig vormen de oevers van de kreek een natuurgebied, waar men vier soorten orchideeën vindt en waar, ten gevolge van het licht brakke water, ook de zeldzame wilde selderij wordt gevonden.